# Svaneklapperne
Svaneklapperne är öar sydöst om Saltholm i den danska delen av Öresund.   De ligger i Region Hovedstaden 17 km öster om Köpenhamn.